# وی‌اس‌فیلتر
نرم‌افزار وی‌اس‌فیلتر (به انگلیسی: VSFilter) یا دایرکت‌وی‌اوبی‌ساب (DirectVobSub) یک بستهٔ قابل نصب بر روی ویندوز است که امکاناتی برای ویرایش زیرنویس فیلم‌ها داراست.

## امکانات
- تغییر زمان‌بندی زیرنویس
- حذف فسمت‌هایی از زیرنویس
- تبدیل زیرنویس‌ها از sub idx به یک srt
- تغییر رنگ زیرنویس و نرخ فریم
- استخراج زینویس‌های موجود در dvd